# Zlaté maliny za rok 1996
Zlaté maliny za rok 1996 byly udělovány 23. března 1997 v Hollywood Roosevelt Hotel v Kalifornii k uctění nejhorších filmů roku. Nejvíce nominací získaly film Striptýz, celkem 7. Domů si odnesl cen 6.

## Nominace
| Kategorie                                                       | Nominace (vítěz tučně) |
| --------------------------------------------------------------- | --- |
| Nejhorší film                                                   | Striptýz (Columbia/Castle Rock) |
| Nejhorší film                                                   | Barb Wire (Gramercy Pictures) |
| Nejhorší film                                                   | Ed (Universal) |
| Nejhorší film                                                   | Ostrov Dr. Moreau (New Line) |
| Nejhorší film                                                   | Blbouni (New Line/Savoy) |
| Nejhorší herec                                                  | Tom Arnold ve filmech Velký tyran, Rukojmí nebo komplic? a Blbouni v rolí Rosca „Fanga“ Biggera, Franklina Laszla a Stanleyho Stupida (remíza)                                                           |
| Nejhorší herec                                                  | Pauly Shore ve filmu Bio-Dome v roli Buda Macintoshe (remíza) |
| Nejhorší herec                                                  | Keanu Reeves ve filmu Řetězová reakce v roli Eddieho Kasaliviche |
| Nejhorší herec                                                  | Adam Sandler ve filmech Střelený a Rivalové v roli Archieho Mosese a Happyho Gilmora |
| Nejhorší herec                                                  | Sylvester Stallone ve filmu Denní světlo za roli Kita Latury |
| Nejhorší herečka                                                | Demi Moore ve filmech Porotce a Striptýz v roli Annie Laird a Erin Grant |
| Nejhorší herečka                                                | Pamela Anderson ve filmu Barb Wire v roli Barbary Kopetski |
| Nejhorší herečka                                                | Whoopi Goldberg ve filmech Přelud, Eddie a Theodore Rex v roli Harriet Franklin, Edwiny Franklin a Katie Coltrane                                                                                        |
| Nejhorší herečka                                                | Melanie Griffith ve filmu Jedna navíc v roli Betty Kerner |
| Nejhorší herečka                                                | Julia Roberts ve filmu Mary Reilly v roli Mary Reilly |
| Nejhorší herec ve vedlejší roli                                 | Marlon Brando ve filmu Ostrov Dr. Moreau v roli Dr. Moreaua |
| Nejhorší herec ve vedlejší roli                                 | Val Kilmer ve filmech Lovci lvů a Ostrov Dr. Moreau v roli Johna Henryho Pattersona a Dr. Montgomeryho                                                                                                   |
| Nejhorší herec ve vedlejší roli                                 | Burt Reynolds ve filmu Striptýz v roli kongresmana Davida Dilbecka |
| Nejhorší herec ve vedlejší roli                                 | Steven Seagal ve filmu Boeing 747 v ohrožení v roli Austina Travise |
| Nejhorší herec ve vedlejší roli                                 | Quentin Tarantino ve filmu Od soumraku do úsvitu v roli Richieho Gecka |
| Nejhorší herečka ve vedlejší roli                               | Melanie Griffith ve filmu Boss v roli Katherine Hoover |
| Nejhorší herečka ve vedlejší roli                               | Faye Dunawayová ve filmech Cela smrti a Dunston: Sám v hotelu v roli Lee Cayhall Bowen a paní Dubrowské                                                                                                  |
| Nejhorší herečka ve vedlejší roli                               | Jami Gertz ve filmu Twister za roli Melissy Reeves |
| Nejhorší herečka ve vedlejší roli                               | Daryl Hannah ve filmu Jedna navíc za roli Liz Kerner |
| Nejhorší herečka ve vedlejší roli                               | Teri Hatcherová ve filmech Nebeští vězni a Drsný a drsnější za roli Claudette Rocque a Becky Foxx |
| Nejhorší pár na plátně                                          | Demi Moore a Burt Reynolds ve filmu Striptýz |
| Nejhorší pár na plátně                                          | Pamela Anderson a její zajímavé vylepšení ve filmu Barb Wire |
| Nejhorší pár na plátně                                          | Beavis a Butt-head za film Beavis a Butt-head dobývají Ameriku |
| Nejhorší pár na plátně                                          | Marlon Brando a „Ten trapaslík“ (Nelson de la Rosa) |
| Nejhorší pár na plátně                                          | Matt LeBlanc a Ed ve filmu Ed |
| Nejhorší režie                                                  | Andrew Bergman za film Striptýz |
| Nejhorší režie                                                  | John Frankenheimer za film Ostrov Dr. Moreau |
| Nejhorší režie                                                  | Stephen Frears za film Mary Reilly |
| Nejhorší režie                                                  | John Landis za film Blbouni |
| Nejhorší režie                                                  | Brian Levant za film Rolničky, kam se podíváš |
| Nejhorší scénář                                                 | Andrew Bergman za film Striptýz |
| Nejhorší scénář                                                 | Chuck Pfarrer a Ilene Chaiken za film Barb Wire |
| Nejhorší scénář                                                 | David Mickey Evans za film Ed |
| Nejhorší scénář                                                 | Richard Stanley a Ron Hutchinson za film Ostrov Dr. Moreau |
| Nejhorší scénář                                                 | Brent Forrester za film Blbouni |
| Nejhorší nová hvězda                                            | Pamela Anderson za film Barb Wire v roli Barbary Kopetski |
| Nejhorší nová hvězda                                            | Beavis a Butt-head za film Beavis a Butt-head dobývají Ameriku |
| Nejhorší nová hvězda                                            | Ellen DeGeneres za film Mr. Wrong v roli Marthy Alston |
| Nejhorší nová hvězda                                            | Obsazení seriálu Přátelé, kteří se chtějí stát filmovými hvězdami (Jennifer Aniston za film Ona, jedině ona, Lisa Kudrow za film Matka, Matt LeBlanc za film Ed a David Schwimmer za film Smuteční host) |
| Nejhorší nová hvězda                                            | Nová „vážná“ Sharon Stone ve filmech Ďábelská lest a Poslední tanec v roli Nicole Horner a Cindy Ligget                                                                                                  |
| Nejhorší filmová píseň                                          | „Pussy, Pussy, Pussy (Whose Kitty Cat Are You?) z filmu Striptýz, napsáno Marvinem Montgomerym |
| Nejhorší filmová píseň                                          | „Welcome to Planet Boom (a.k.a. This Boom's for You“ z filmu Barb Wire, napsáno Tommy Leem |
| Nejhorší filmová píseň                                          | „Whenever There Is Love (Love Theme from Daylight)“ z filmu Denní světlo, napsáno Brucem Robertsem a Samem Romanem                                                                                       |
| Nejhůře napsaný film, který vydělal více než 100 milionů dolarů | Twister (Warner Bros.), scénář napsán Michaelem Crichtonem a Anne-Marie Martin |
| Nejhůře napsaný film, který vydělal více než 100 milionů dolarů | Zvoník u Matky Boží (Disney), scénář napsán Tabem Murphym, Irene Mecchi, Bobem Tzudikerem a Noni White                                                                                                   |
| Nejhůře napsaný film, který vydělal více než 100 milionů dolarů | Den nezávislosti (20th Century Fox), scénář napsán Deanem Devlinem a Rolandem Emmerichem |
| Nejhůře napsaný film, který vydělal více než 100 milionů dolarů | Mission: Impossible (Paramount), inspirováno seriálem Bruce Gellera, příběh Davida Koeppy a Stevena Zaillian, scénář napsán Koeppou a Robert Towne                                                       |
| Nejhůře napsaný film, který vydělal více než 100 milionů dolarů | Čas zabíjet (Warner Bros.), scénář napsán Akivou Goldsmanem, podle románu Johna Grishama |